# Adoxomyia nubifera
Adoxomyia nubifera är en tvåvingeart som beskrevs av Friedrich Hermann Loew 1857. Adoxomyia nubifera ingår i släktet Adoxomyia och familjen vapenflugor. Inga underarter finns listade i Catalogue of Life.